# 阿米鲁·阿扎汉·阿兹南
阿米鲁·阿扎汉·阿兹南（1993年7月23日—）， 是马来西亚职业足球运动员，司职后卫。现效力于马来西亚超级足球联赛的吉打达鲁阿曼，同时也代表马来西亚国家足球队。

## 荣誉

### 俱乐部
霹雳
- 马来西亚足总杯冠军：2019年
- 马来西亚杯冠军：2018年
- 马来西亚超级足球联赛亚军：2018年

### 国家队
马来西亚
- 东南亚足球锦标赛亚军：2018